# بابلو أوليفيرا
بابلو فرناندو أوليفيرا فرنانديز (بالإسبانية: Pablo Fernando Olivera Fernández) المعروف باسم بابلو أوليفيرا (ولد في 8 ديسمبر 1987 في ميلو) هو لاعب كرة قدم محترف من الأوروغواي يلعب حاليا كمهاجم لأتلتيكو سان لويس.

## المسيرة الرياضية
بدأ أوليفيرا مسيرته الاحترافية مع ناديه سيرو لارجو في 2005.
في منتصف عام 2007 أعير إلى رامبلا جونيورز لمدة عام.
في أغسطس 2009 وقع عقدًا جديدًا مع ريفر بليت حيث ساهم بستة عشر هدف في سبعة وأربعين مباراة. في 1 سبتمبر 2010 لعب أولى مبارياته في بطولة قارية وهي كوبا سود أمريكانا 2010 أمام غواراني الباراغواياني.
في 8 أغسطس 2012 انضم أوليفيرا إلى موريرينسي البرتغالي لمدة عام على سبيل الإعارة. لعب لأول مرة في 19 أغسطس في التعادل 1-1 مع باسوش دي فيريرا عندما دخل بديلا عن بينتاسيلغو. سجل هدفيه الأول في 21 أكتوبر في الفوز 3-2 على سبورتينغ لشبونة في كأس البرتغال. سجل هدفه الأول في الدوري في 27 أكتوبر عند التعادل 2-2 مع أولهانينسي.